# Eduard von Schaper
Justus Wilhelm Eduard von Schaper (Brunswick, 30 de octubre de 1792-Potsdam, 23 de febrero de 1868) fue un funcionario prusiano que ocupó el cargo de presidente supremo de la provincia del Rin, la provincia de Westfalia y fue director general de correos.

## Origen y familia
Era hijo del noble prusiano Christoph Schaper (1747-1799), quien ingresó a la nobleza prusiana hereditaria el 10 de julio de 1789 en Berlín, y la Margarethe Barbara Justine Widmann (c. 1756-1826). Él mismo se casó con Auguste Weichbrodt en Merseburg en 1827 (Danzig, 9 de enero de 1807-Düsseldorf, 13 de diciembre de 1871), que provenía de una familia numerosa. De donde procedían los comerciantes de Merseburg. La pareja tuvo once hijos, ocho de los cuales llegaron a la edad adulta.

## Vida y trabajo
Después de graduarse de la escuela, Schaper estudió derecho en Gotinga y en 1812 ingresó en la función pública del Reino de Westfalia (prefectura del departamento de Saale Halberstadt). En 1813 pasó al servicio civil prusiano y trabajó para el gobierno civil entre el Elba y el Weser, con sede en Halle an der Saale. Durante las Guerras napoleónicas, von Schaper fue inicialmente oficial del 2.º Regimiento de Infantería Landwehr del Elba y luego, a partir del verano de 1816, ayudante y contable en el Batallón Landwehr de Granaderos de Magdeburgo. Luego volvió a trabajar en la función pública a partir de 1817. Inicialmente en forma de un trabajo informativo en el Gobierno en Magdeburgo, después de un examen exitoso en 1818, fue nombrado asesor del gobierno en el Gobierno de Merseburg. Desde 1819 fue consejero de gobierno. En 1827 fue nombrado consejero de la Cámara de Cuentas de Merseburg. Desde 1834 fue contador superior y director de departamento. En 1839 fue nombrado presidente del Gobierno de Trier. En 1842 se convirtió en presidente de la provincia del Rin y desde 1845 en presidente de la provincia de Westfalia. Desde 1846, von Schaper fue director general de correos y, por tanto, jefe del sistema postal prusiano. En 1849 el puesto se suspendió debido a cambios organizativos en el sistema postal. En 1852 fue finalmente despedido de la función pública con una pensión excepcionalmente aumentada a 3.750 reichstalers por año.

## Mención en la obra de Karl Marx
Von Schaper fue mencionado por Karl Marx en el prólogo de su Contribución a la crítica de la economía política (1859), en el contexto de los debates que motivaron a Marx a interesarse por primera vez en cuestiones económicas. En dicho texto, Marx relata que, mientras era redactor de la Gaceta Renana, intervino en polémicas oficiales mantenidas con von Schaper, por entonces gobernador de la provincia renana, sobre la situación de los campesinos de Mosela, quienes eran acusados de practicar la tala furtiva.